# 河屋秀俊
河屋 秀俊（かわや ひでとし、1962年8月8日 - ）は、日本の俳優。旧名義、川屋 せっちん（かわや せっちん）。京都府出身、LUCKY RIVER所属。

## 人物
当初は小説家志望であり、藤宮史、福澤徹三らとともに同人誌『夭折志願』を計画するなど交流があった。8ミリ映画も自主制作していたという。
1995年、映画『きけ、わだつみの声 Last Friends』に出演し、33歳で俳優デビュー。その後は黒沢清や阪本順治など個性派監督の映画に多く出演する。
趣味は線画を描くこと、ウクレレを練習すること、裁判傍聴、映画観賞、読書。

## 出演

### テレビドラマ
- 十時半睡事件帖（1994年 - 1995年、NHK）
- とおりゃんせ〜深川人情澪通り（1995年 - 1996年、NHK）
- 夢暦長崎奉行（1996年、NHK）
- 七星闘神ガイファード 第21話（1996年、テレビ東京）
- 超光戦士シャンゼリオン（1996年、テレビ東京）- マネージャー 役
- 徳川慶喜（1998年、NHK 大河ドラマ）
- こいまち 第9話（1999年、フジテレビ）- 中村 役
- 恋の神様（2000年、TBS）
- 茂七の事件簿 ふしぎ草紙第1話・第6話・第7話・最終話（2001年、NHK）[4]
- ウソコイ 第6話（2001年、フジテレビ）[4]
- アイドルをさがせ!（2002年、テレビ東京）
- 茂七の事件簿 新ふしぎ草紙 第4話・第8話・最終話（2002年、NHK）[4]
- 新宿鮫 氷舞 第1話（2002年、NHKBS2）[4]
- リモート（2002年、日本テレビ）[4]
- 音の犯罪捜査官・響奈津子 第6作（2003年、フジテレビ）[4]
- 相棒 season2 第9話（2003年、テレビ朝日）[4]
- エコエコアザラク 第9話（2004年、テレビ東京）[4]
- 永遠の君へ 第5話（2004年、フジテレビ）[4]
- 怪奇大家族 第8話（2004年、テレビ東京）
- 永遠の恋物語 太宰治篇（2004年、テレビ朝日）
- 佐藤四姉妹（2005年、BS-i）
- だます女だまされる女 第9弾（2006年、日本テレビ）
- マイ☆ボス マイ☆ヒーロー 第3話・第5話（2006年、日本テレビ）
- イヌゴエ 第1話（2006年、東名阪ネット6）
- ガリレオ 最終話（2007年、フジテレビ）
- オトコマエ! 第3話（2008年、NHK土曜時代劇）[4]
- Go Ape（2009年、WOWOW）
- 終着駅シリーズ23「死差路」（2009年、テレビ朝日 土曜ワイド劇場）- 野々山清 役
- 妖しき文豪怪談『鼻』（2010年、NHK）
- 龍馬伝 第47話（2010年、NHK大河ドラマ）[4]
- ドン★キホーテ 第3話・第4話（2011年、日本テレビ）[4]
- 相棒 season10 第16話（2012年、テレビ朝日）[4] - 野橋幸也 役
- さばドル 第8話（2012年、テレビ東京）[4]
- 人生、成り行き 天才落語家・立川談志 ここにあり（2013年、NHKBSプレミアムドラマ）
- かすていら 第2話（2013年、NHKBSプレミアムドラマ）[4]
- 梅ちゃん先生 第7話（2012年、NHK連続テレビ小説）
- 税務調査官・窓際太郎の事件簿26（2014年、TBS月曜ゴールデン）[4] - 重田勝行 役
- アリスの棘 第2話（2014年、TBS）[4] - 榎本 役
- 結婚させてください!!「愛とトマト」編（2014年、NOTTV）- 小池康介 役
- 夢を与える（2015年、WOWOW 連続ドラマW）
- 劇場霊からの招待状 第1話（2015年、TBS）[4] - ゼミ教授 役
- 予告犯 -THE PAIN-（2015年、WOWOW 連続ドラマW）
- 棟居刑事シリーズ 第9作「棟居刑事の偽完全犯罪」（2016年、テレビ朝日 土曜ワイド劇場）[5] - 水野健治 役
- ミュージアム-序章-（2016年、WOWOW／GYAO!）- 佐土原哲雄 役
- ボク、運命の人です。 第9話（2017年、日本テレビ）[5]
- 居酒屋ふじ 第1話・第2話（2017年、テレビ東京 土曜ドラマ24）[5]
- ミス・シャーロック/Miss Sherlock（2018年、Hulu／HBOアジア）- 山口昭義 役
- インベスターZ 第10話（2018年、テレビ東京 ドラマ25）[5] - 職人 役
- よつば銀行 原島浩美がモノ申す!〜この女に賭けろ〜 第6話 - 第8話（2019年、テレビ東京 ドラマBiz）[5]
- ボイス 110緊急司令室 第10話（2019年、日本テレビ 土曜ドラマ） - 児島浩紀 役
- 拝み屋怪談Ⅱ 第11話（2019年、ひかりTV／dTVチャンネル）
- ポイズンドーター・ホーリーマザー 第6話（2019年、WOWOW 連続ドラマW）
- 70才、初めて産みますセブンティウイザン。（2020年、NHKBSプレミアムドラマ） - 巻田大輔 役
- 大江戸もののけ物語 第2話・第3話（2021年、NHK土曜時代ドラマ）
- やんごとなき一族 第4話（2022年5月12日、フジテレビ）- 村野正忠 役
- 街並み照らすヤツら 第1話（2024年4月27日、日本テレビ）[6]
- 過保護な若旦那様の甘やかし婚 第1話・第3話（2024年5月24日・6月7日、MBS） - 栗木健次 役[7]

### 映画
- きけ、わだつみの声 Last Friends（1995年6月3日、出目昌伸監督、東映）
- 復讐 運命の訪問者（1997年3月1日、黒沢清監督、ケイエスエス）
- TOKYO BEAST（1997年5月3日、片岡亨監督、マクザム）
- イケイケ電車 ハメてイカせてヤメないで（1997年5月30日、田尻裕司監督、国映）
- ポストマン・ブルース（1997年8月16日、SABU監督、日活）
- ロマンティックマニア（1997年10月、サトウトシキ監督、ケイエスエス）
- CURE（1997年12月27日、黒沢清監督、松竹富士）
- 人妻銀行員 不倫密会（1998年1月9日、瀧島弘義監督、エクセスフィルム）
- HANA-BI（1998年1月24日、北野武監督、日本ヘラルド映画）
- 愚か者 傷だらけの天使（1998年6月27日、阪本順治監督、東京テアトル／CAMARADE）
- 冷血の罠（1998年7月11日、瀬々敬久監督、大映）
- アンラッキー・モンキー（1998年7月18日、SABU監督、松竹富士）
- 白痴（1999年10月30日、手塚眞監督、松竹）
- DEAD OR ALIVE 犯罪者（1999年11月27日、三池崇史監督、大映）
- ノーパン痴漢電車 見えちゃった!!（2000年2月25日、田尻裕司監督、新東宝映画）
- ざわざわ下北沢（2000年7月7日、市川準監督、シネマ下北沢）
- 顔（2000年8月12日、阪本順治監督、東京テアトル／セディック・インターナショナル）
- 忘れられぬ人々（2000年9月15日、篠崎誠監督、ビターズ・エンド／タキコーポレーション）- 曹長 役
- 世にも奇妙な物語 映画の特別編「携帯忠臣蔵」（2000年11月3日、鈴木雅之監督、東宝）
- DEAD OR ALIVE 2 逃亡者（2000年12月2日、三池崇史監督、大映）
- 未来H日記 いっぱいしようよ（2001年1月12日、田尻裕司監督、新東宝映画）
- サトラレ TRIBUTE to a SAD GENIUS（2001年3月17日、本広克行監督、東宝）
- 劇場版 仮面ライダーアギト PROJECT G4（2001年9月22日、田﨑竜太監督、東映）
- ダンボールハウスガール（2001年10月6日、松浦雅子監督、シネカノン／チームオクヤマ）
- 殺し屋1（2001年12月22日、三池崇史監督、プレノンアッシュ）
- KT（2002年5月3日、阪本順治監督、シネカノン）
- 海は見ていた（2002年7月27日、熊井啓監督、日活）
- ピカレスク 人間失格（2002年7月27日、伊藤秀裕監督、ジーピー・ミュージアム／ドラゴン・フィルム）
- チキン・ハート（2002年8月3日、清水浩監督、オフィス北野）
- 金融破滅ニッポン 桃源郷の人々（2002年9月7日、三池崇史監督、大映）
- 明日があるさ THE MOVIE（2002年10月5日、岩本仁志監督、東宝）
- スパイ・ゾルゲ（2003年6月14日、篠田正浩監督、東宝）
- 座頭市（2003年9月6日、北野武監督、オフィス北野／松竹）
- この世の外へ クラブ進駐軍（2004年2月7日、阪本順治監督、松竹）
- 東京原発（2004年3月13日、山川元監督、ザナドゥー）- 指令情報室職員 役
- 下妻物語（2004年5月29日、中島哲也監督、東宝）
- ともしび（2004年8月21日、吉田良子監督、ユーロスペース）
- ラブキルキル（2004年8月21日、西村晋也監督、ユーロスペース）
- 稀人（2004年10月16日、清水崇監督、ユーロスペース）
- 笑の大学（2004年10月30日、星護監督、東宝）
- OLDK（2004年12月11日、原正弘監督）
- 着信アリ2（2005年2月5日、塚本連平監督、東宝）
- 稲川淳二 あなたの隣の怖い話 冬の怪「深夜のマンションで遊ぶ子供」（2005年2月28日、金田敬監督）- 秀夫 役
- 鍵がない（2005年10月8日、山田英治監督、スローラーナー）
- ヒモのひろし（2005年、田尻裕司監督）
- ブラックキス（2006年1月28日、手塚眞監督、アップリンク）
- デスノート（2006年6月17日、金子修介監督、ワーナー・ブラザース映画）
- イヌゴエ 幸せの肉球（2006年12月2日、横井健治監督、バイオタイド）
- アルゼンチンババア（2007年3月24日、長尾直樹監督、松竹／シネティック）
- カメレオン（2008年7月5日、阪本順治監督、東映）
- The ショートフィルムズ みんな、はじめはコドモだった「タガタメ」（2008年12月23日、李相日監督、リトルバード）
- しあわせのかおり（2008年10月11日、三原光尋監督、東映）
- バカバカンス（2008年、宮田宗吉監督、アルゴ・ピクチャーズ）- 不動産屋 役
- ヒミズ（2011年1月14日、園子温監督、ギャガ）- 藤本健吉 役
- 婚前特急（2011年4月11日、前田弘二監督、ビターズ・エンド／ショウゲート）
- 劇場版 神聖かまってちゃん ロックンロールは鳴り止まないっ（2011年4月2日、入江悠監督、SPOTTED PRODUCTIONS）
- 恋の罪（2011年11月12日、園子温監督、日活）
- 人類資金（2013年10月19日、阪本順治監督、松竹）- 若松 役
- 万能鑑定士Q -モナ・リザの瞳-（2014年5月31日、佐藤信介監督、東宝）
- 日々ロック（2014年11月22日、入江悠監督、松竹）
- バンクーバーの朝日（2014年12月20日、石井裕也監督、東宝）
- 夫婦フーフー日記（2015年5月30日、前田弘二監督、ショウゲート）
- 64-ロクヨン- 前編/後編（2016年5月7日・6月11日、瀬々敬久監督、東宝）
- 団地（2016年6月4日、阪本順治監督、キノフィルムズ）
- アンチポルノ（2017年1月28日、園子温監督、日活）
- レンコーンの夜（2017年3月8日、今野恭成監督）
- のみとり侍（2018年5月18日、鶴橋康夫監督、東宝）
- 心魔師（2018年10月27日、今野恭成監督、アルタミラピクチャーズ）
- 東京アディオス（2019年10月11日、大塚恭司監督、プレシディオ）
- ロマンスドール（2020年1月24日、タナダユキ監督、KADOKAWA）
- カゾクデッサン（2020年3月21日、今井文寛監督）
- れいこいるか（2020年8月8日、いまおかしんじ監督、ブロードウェイ） - 太助 役
- 間借り屋の恋（2022年11月19日、増田嵩虎監督、国映映画研究部）
- ナニワ金融道〜灰原、帝国金融の門を叩く!〜（2022年11月25日、藤澤浩和監督、ティ・ジョイ） - 高橋健一 役
- 天国か、ここ?（2023年8月26日、いまおかしんじ監督、国映映画研究部） - 川島伸夫 役
- こいびとのみつけかた（2023年10月27日、前田弘二監督、ジョーカーフィルムズ）
- 4日間 FOUR DAYS, TOKIO（2023年11月10日、中西健二監督、ミドルウエスト）[8]
- ホゾを咬む（2023年12月2日、高橋栄一監督、Cinemago）[9]
- 心平、（2024年8月17日、山城達郎監督、インターフィルム）[10]
- ナマズのいた夏（2025年2月8日、中川究矢監督、Power Arts Production）[11]

### ゲーム
- 街 〜運命の交差点〜（1998年1月22日） - 内藤淳 役
- 428 〜封鎖された渋谷で〜（2008年12月4日、セガ）- 梶原義男 役

### CM
- キャビン
- 秋本食品 旬のいろどり
- JA 共済年金
- みちのく銀行 自動車ローン
- NEC VALUESTAR
- 日立（ラジオCM）
- 中央三井信託銀行

### PV
- ウルフルズ
- ザ・マスミサイル
- スピッツ
- FLOW
- FIRE BALL
- SEX MACHINEGUNS
- COALTAR OF THE DEEPERS
- かりゆし58

### Vシネマ
- 痴漢の指（1997年1月23日、神野太監督）
- 実録人妻白書（1998年10月23日、桜井雅彦監督）
- 伝言ダイヤル～媚薬の罠（1999年7月21日、勝利一監督）
- 実録 六本木監禁レイプ（1999年12月21日、今岡信治監督）
- サイコ・エステサロン（2001年、永岡久明監督）
- くりいむレモン 亜美の日記（2005年、高橋巖監督）